# Tillandsia riocreuxii
Tillandsia riocreuxii är en gräsväxtart som beskrevs av Éduard-François André. Tillandsia riocreuxii ingår i släktet Tillandsia och familjen Bromeliaceae. Inga underarter finns listade i Catalogue of Life.